# Нермін Црнкич
Нермін Црнкіч (босн. Nermin Crnkić, 31 серпня 1992 — 5 серпня 2023) — боснійський та американський футболіст, півзахисник. Більшу частину кар'єри провів за кордоном, виступаючи у США, Швеції, Чехії, Словаччині та Німеччині. Він мав як боснійське, так і американське громадянство.

## Біографія
Црнкич народився в Боснії і Герцеговині, але через війну з родиною незабаром покинув країну і через Німеччину приїхав до США. Влітку 2011 року він перейшов у шведську команду «Сандвікен», що грала в дивізіоні 2 (четверта шведська ліга). Згодом повернувся до США і почав виступати за клуб «Мічиган Бакс» в USL Premier Development League, одній з нижчих американських ліг.
Влітку 2013 року перейшов у чеський «Бауміт» (Яблонець), де спочатку виступав за юніорську команду, а у вересні 2013 року відправився в оренду до новачка вищого дивізіону клубу «Зноймо». 16 вересня боснієць дебютував на найвищому рівні у Брно (де «Зноймо» проводив свої домашні ігри в сезоні 2013/14 через невідповідність домашнього стадіону) проти «Спарти» (Прага). Він вийшов на поле на 40-й хвилині, коли замінив Вацлава Вашічека, «Зноймо» поступилося столичній команді з рахунком 0:2. Свій перший гол у Першій лізі Чехії він забив 29 листопада 2013 року в матчі проти «Тепліце» (3:1). Загалом провів у команді 22 гри чемпіонату і забив 3 голи, але не зумів врятувати команду від вильоту.
Влітку 2014 року повернувся до «Бауміта», де і виступав до завершення контракту в кінці 2015 року. У 2015 році він дійшов до фіналу Кубка Чехії з «Яблонцем», але там клуб поступився «Словану» з Ліберця по пенальті.
У лютому 2016 року на правах вільного агента перейшов до словацького клубу «Слован» (Братислава), а влітку 2016 року, після закінчення контракту зі «Слованом», перейшов до боснійського клубу «Сараєво». У складі команди він грав у фіналі Кубка Боснії і Герцеговини 2017 року проти «Широкі Брієга», але програв трофей у серії пенальті.
Після розірвання контракту з «Сараєво» наприкінці листопада 2017 року він підписав контракт із клубом третього німецького дивізіону «Рот-Вайс» (Ерфурт) наприкінці січня 2018 року. Влітку 2018 року він повернувся до Боснії, ставши гравцем клубу «Тузла Сіті». Після трьох сезонів там він у 2021 році повернувся до Сполучених Штатів.
У жовтні 2022 року він підписав контракт із американським клубом «Рапід Сіті» з новоствореної Major League Indoor Soccer. Сезон 2022/23 він завершив як найкращий бомбардир своєї команди та виграв з командою чемпіонат у плей-оф.
Помер 5 серпня 2023 року в Сполучених Штатах Америки у віці 30 років через серцевий напад.

## Досягнення
- Фіналіст Кубка Чехії: 2014/15
- Фіналіст Кубка Словаччини: 2015/16
- Віце-чемпіон Словаччини: 2015/16
- Фіналіст Кубка Боснії і Герцеговини: 2016/17